# Kuunkuiskaajat
Kuunkuiskaajat — финская фолк-группа, поющая на финском языке. Название группы можно перевести как Говорящие шёпотом с луной, на официальном сайте дан более простой перевод названия - "Moonwhispers", Лунные шёпоты.

## История
Коллектив был образован летом 2008 года, изначально в форме дуэта - Сусан Ахо и Йоханна Виртанен. Обе участницы до этого выступали в составе группы «Värttinä», Сусан - с 1998, Йоханна - с 2001. Выпустив в 2009 году свой дебютный альбом, "Kuunkuiskaajat", дуэт победил в финском отборе на Евровидение 2010 и представил свою страну на данном конкурсе.
В 2011 году коллектив перестал быть дуэтом и стал полноценной фолк-группой - в состав вошли басист Сампса Асикайнен (Sampsa Asikainen), гитарист и трубач Топи Корхонен (Topi Korhonen) и барабанщик Кевин Кноуна (Kevin Knouna). В то время, как Сусан продолжила выступать в «Värttinä», Йоханна в 2012 году покинула данный коллектив.
В сентябре 2014 года ожидается второй альбом группы.

## Дискография
- Kuunkuiskaajat (2009)
- Revitty rakkaus (2015)

## Евровидение
В национальном отборе в Финляндии на Евровидение 2010 в Норвегии «Kuunkuiskaajat» победила с песней «Työlki ellää». За эту песню проголосовало 42 % телезрителей. Финляндия участвовала в 1-м полуфинале 25 мая 2010 года, но не вышла в финал. Тогда «Kuunkuiskaajat» заняла 11 место, набрав 49 очков и отстав на 3 очка от Молдавии.